# Saint-Contest
Saint-Contest er en kommune i Calvados departementet i Basse-Normandie regionen i det nordvestlige Frankrig.

## Geografi
Kommunen består af bosættelserne:
- le Bourg, hvor man finder kommunens borgmesterkontor, skole, kirke, m.v.
- Buron, hvor der bor flere mennesker end i le Bourg men er delt mellem tre kommuner (Saint-Contest, Cairon og Rosel).
- Malon
- Galmanche
- Bitot
- La Folie er en udløber af Caen bydelen La Folie Couvrechef

## Historie
Der er spor af bebyggelser fra jernalderen (2. århundrede f.Kr.)
Stedet er opkaldt efter Saint Contest, som var biskop i Bayeux og senere blev helgenkåret.
Under 2. verdenskrig blev byen befriet af de allierede i Operation Charnwood. Den 7. juli 1944 holdt tyskerne stand trods flere bombardementer. I Buron stod canadiske soldater over 12. SS panserdivision. Den 8. juli fortsatte angrebene og den 9. juli blev byen befriet. Landsbyen og kirken blev stærkt beskadigede under kampene.
Der er mindesten, som erindrer om kampene, ikke mindst på la place du Canada i Buron, hvor der gennemføres en ceremoni hvert år den 9. juli under overværelse af canadiske veteraner.

## Venskabsby
- Marchwood i Storbritannien

## = Eksterne kilder/henvisninger
- Wikimedia Commons har flere filer relateret til Saint-Contest 
=
- Kommunens hjemmeside (fransk)
- Saint-Contest på l'Institut géographique national (Webside ikke længere tilgængelig) (fransk)